# Historia de los judíos en Estonia
La Historia de los judíos en Estonia comienza con los documentos del siglo XIV de judíos residentes en lo que en la actualidad es Estonia.  Esto permitió a los denominados ‘Soldados de Nicolás’ y sus descendientes, cartonistas, mercaderes, artesanos y judíos con alto nivel educativo a residir en Estonia y en otras partes del Imperio. La congregación de Tallin, la mayor de Estonia, se fundó en 1830 cuando llegaron las cincuenta primeras familias. Se construyeron varias Sinagogas, de las cuales, la mayor fue construida en la capital en 1883 y otra de gran tamaño fue construida en Tartu en 1901. Ambos edificios fueron destruidos durante los bombardeos de la Segunda Guerra Mundial. 
La población judía se fue expandiendo por otras ciudades de Estonia, donde se erigieron lugares de oración y cementerios. Como los judíos intentaban establecer su propia red educativa, se crearon colegios masculinos en los que se explicaba el Talmud, creándose de la misma forma colegios de primaria en la década de 1880. La mayor parte de la sociedad judía de la época en Estonia estaba compuesta por familias de mercaderes y artesanos existiendo pocos literatos y por tanto, dejando poca herencia cultural. A finales del siglo XIX se inició un cambio en la estructura social de los judíos en Estonia, cuando se les permitió ingresar en la Universidad de Tartu, contribuyendo decisivamente en el desarrollo de la vida cultural judía.. 

## Autonomía judía en la Estonia independiente
El asentamientos de judíos en Estonia comenzó en el siglo XIX cuando se les garantizó el derecho a entrar en la región a través de un decreto del Zar Alejando II en 1865. La fundación de la República de Estonia en 1918 marcó el inicio de una nueva era. Desde los primeros días de su existencia como Estado, Estonia mostró su completa tolerancia hacia las minorías étnicas y religiosas. Esto motivó el gran avance político y cultural de la sociedad judía. Entre el 11 y el 16 de mayo de 1919, el primer congreso estonio de congregaciones judías se reunió para discutir las nuevas circunstancias de la vida judía. Del congreso surgieron las ideas de la autonomía judía de la creación de un centro de educación secundaria para judíos en Tallin. Las asociaciones y sociedades judías crecieron en términos numéricos. La mayor de ellas fue la Sociedad Literaria y Teatral H. N. Bjalik fundada en Tallin en el año 1918. 

### Años 1920
En 1920, la Sociedad Deportiva Maccabi fue fundada, ganando fama por sus intentos de dar publicidad al deporte entre los judíos. Los judíos comenzaron a participar en competiciones deportivas en Estonia y en el extranjero. En 1934 se creó una cátedra para el estudio del Judaísmo en la escuela de filosofía. En la sociedad académica de Tartu había cinco organizaciones de estudiantes judíos, las cuales poseían bibliotecas propias y fomentaban la cultura y la vida social judía. 
También se establecieron organizaciones políticas como la Hasomer Hazair y Beitar, de ideal sionista. Muchos jóvenes judíos viajaron a Palestina para establecer el Estado judío, viviendo en varios kibutz, especialmente en los de Kfar Blum y Ein Gev. Muchos judíos estonios emigraron hacia otros lugares en Norteamérica (principalmente a los Estados Unidos) y Sudamérica (principalmente a Argentina).
El 12 de febrero de 1925, el gobierno estonio aprobó una ley para garantizar la autonomía cultural de las minorías. La comunidad judía inició rápidamente los trámites para lograr esa autonomía cultural. En junio de 1926, se creó el Consejo Cultural Judío y se declaró la autonomía cultural judía. El órgano administrativo de esta autonomía fue la Organización de la Cultura Judía, encabezada por Hirsch Aisenstadt hasta que fue eliminada con la Ocupación de las Repúblicas Bálticas en 1940.

### 1930

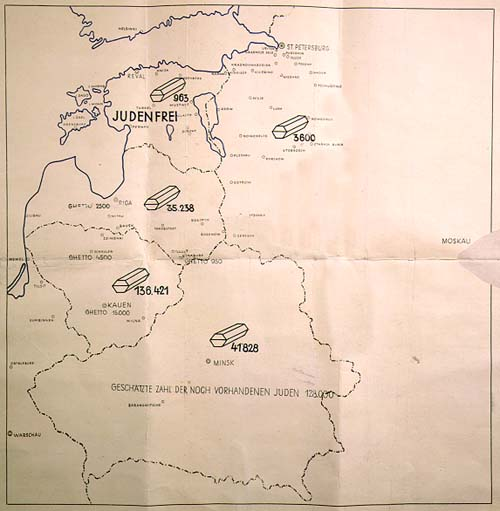
Mapa titulado "Ejecuciones judías realizadas por Einsatzgruppe A" del informe de Stahlecker. Marcado como "Asunto secreto del Reich", el mapa muestra el número de judíos fusilados en Ostland, y dice en la parte inferior: "El número estimado de judíos aún disponibles es de 128.000". Estonia está marcada como judenfrei.

En 1934, había 4.381 judíos viviendo en Estonia (el 0,4% de la población): 2.203 vivían en Tallin, 920 en Tartu, 262 en Valga, 248 en Pärnu, 188 en Narva y 121 en Viljandi. [cita requerida]Durante ese período, al menos la mitad de los judíos abandonaron el país. En el verano de 1941, los nazis gradualmente ocupación de Estonia por la Alemania Nazi en 1941 se produjo cuando Alemania invadió la Unión Soviética elaborando listas en las ciudades sobre la población judía local. Durante la ocupación alemana, se incluyó a Estonia en el Comisariato del Reich para el Ostland, una administración civil alemana que incluía a los estados bálticos y Bielorrusia occidental. Las autoridades de ocupación y sus colaboradores estonios mataron a alrededor de 6.000 estonios étnicos y 1.000 rusos étnicos en Estonia, ya sea sobre la base de que eran comunistas o simpatizantes comunistas. Además, alrededor de 15.000 prisioneros de guerra soviéticos y judíos de otras partes de Europa fueron asesinados en Estonia durante la ocupación alemana.